# Centrolene kutuku
Centrolene kutuku — вид жаб родини скляних жаб (Centrolenidae). Описаний у 2024 році.

## Поширення
Ендемік Еквадору. Мешкає у горах Кордильєра-де-Кутуку. Виявлений у сільській громаді Сан-Франциско-де-Чінімбімі у кантоні Сантьяго-де-Мендес провінції Морона-Сантьяго на сході країни. Типовий зразок зібраний на висоті 2264 м над рівнем моря.

## Опис
Довжина тіла 21,5–21,9 мм у дорослих самців. Спинка зелена зі світло-зеленими крапками і без темних плям; шкіра спини з рясними горбиками. Вся вісцеральна очеревина прозора, за винятком перикарда.